# Barrio Anglo
Barrio Anglo ist eine Ortschaft in Uruguay.

## Geographie
Sie befindet sich auf dem Gebiet des Departamento Río Negro in dessen Sektor 1. Barrio Anglo liegt am Ufer des Río Uruguay und grenzt im Westen an die Stadt Fray Bentos an. Flussabwärts des Rio Uruguay findet sich, hinter dem Arroyo Fray Bentos gelegen, Las Cañas.

## Einwohner
Der Ort hatte bei der Volkszählung im Jahr 2011 785 Einwohner, davon 387 männliche und 398 weibliche.
| Jahr | Einwohner |
| ---- | --------- |
| 1963 | 627       |
| 1975 | 708       |
| 1985 | 273       |
| 1996 | 664       |
| 2004 | 818       |
| 2011 | 785       |

Quelle: Instituto Nacional de Estadística de Uruguay